# Matteo Zurloni
Matteo Zurloni, född 20 mars 2002, är en italiensk professionell sportklättrare.

## Karriär
Vid VM 2023 i Bern tog han hem guldet i hastighet.